# Alejandro Ruidiaz
Alejandro Ruidiaz (Avellaneda, 3 settembre 1969 – Avellaneda, 26 marzo 2006) è stato un calciatore argentino, di ruolo centrocampista.